# Willem Marinus Dudok
Willem Marinus Dudok, né à Amsterdam le 6 juillet 1884 et mort à Hilversum le 6 avril 1974, est un ingénieur et architecte moderne néerlandais.

## Biographie
Après son diplôme d’ingénieur obtenu à l’Académie royale militaire de Bréda, Dudok passe une dizaine d’années à construire des fortifications et des bâtiments militaires pour l’armée néerlandaise. À partir de 1916, il devient l’architecte en chef de la petite ville d'Hilversum, près d’Amsterdam, vouée à s'agrandir. Il conçoit le plan global d’expansion de la commune et y réalise de nombreuses constructions : Hôtel de Ville, piscine, cimetière, logements, écoles. Tous ces projets sont influencés par Frank Lloyd Wright ; son architecture se caractérise par l’utilisation des briques, des compositions asymétriques de blocs rectangulaires, parmi lesquels souvent s’élève une tour, et des fenêtres basses en ruban.
Dudok est  l'architecte des grands magasins De Bijenkorf à Rotterdam influencés par le Bauhaus et de Stijl.
Il a reçu de nombreux prix comme la médaille d’or du RIBA (1935), le grand prix d’architecture français (1937) ou la médaille d’or de l'AIA (1955).

## Principales réalisations
- 1915-1935 : Plan d’expansion d'Hilversum.
- 1916-1918 : Geraniumschool, Hilversum
- 1921 : École « Dr Bavinck », Hilversum
- 1923-1931 : Hôtel de ville de Hilversum
- 1928-1930 : Grands Magasins De Bijenkorf, Rotterdam (détruits pendant la Seconde Guerre mondiale)
- 1928 : Collège néerlandais dans la Cité internationale universitaire de Paris
- 1938-1941 : Théâtre d’Utrecht
- 1948 : Aciéries royales néerlandaises, Velsen
- 1959 : Auditorium du cimetière Duinhof, IJmuiden

## Galerie Photos

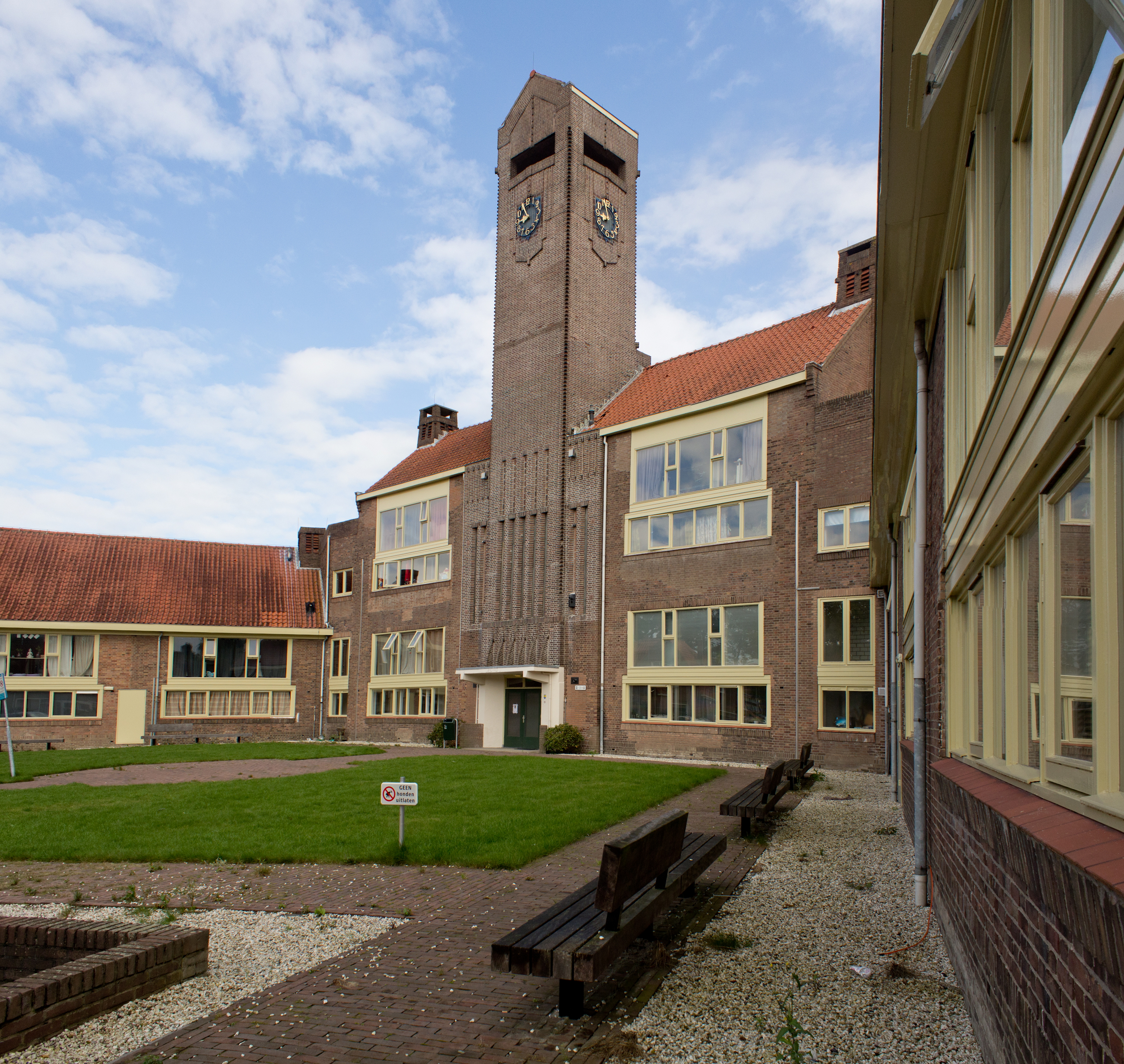
Geraniumschool Hilversum
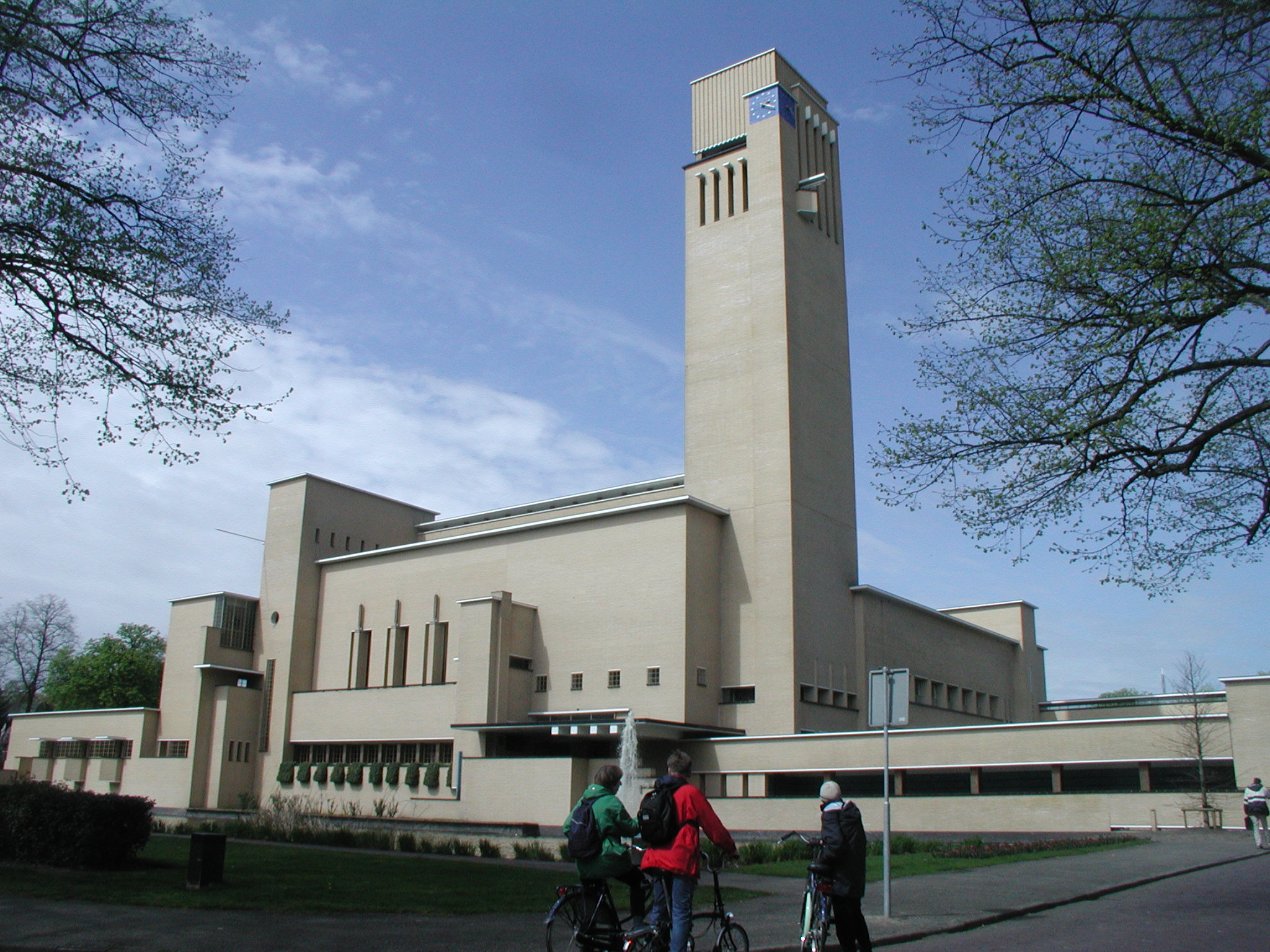
Hôtel de ville de Hilversum
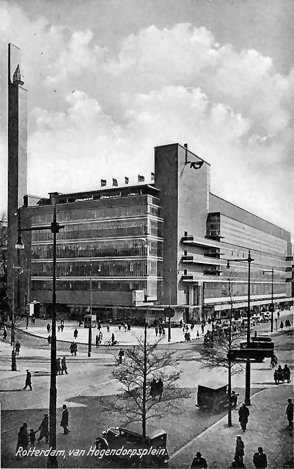
Grands Magasins De Bijenkorf, Rotterdam
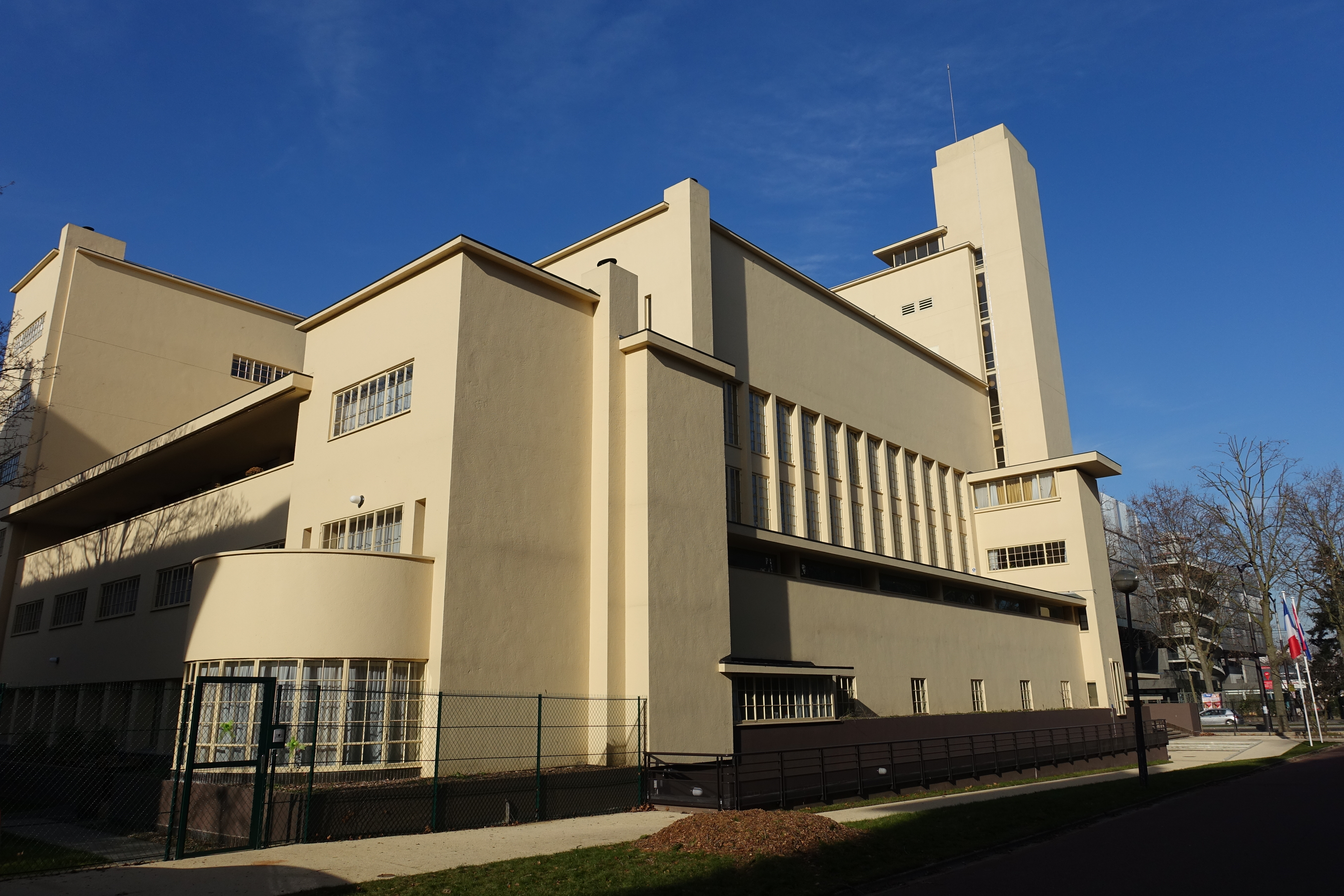
Collège néerlandais Paris
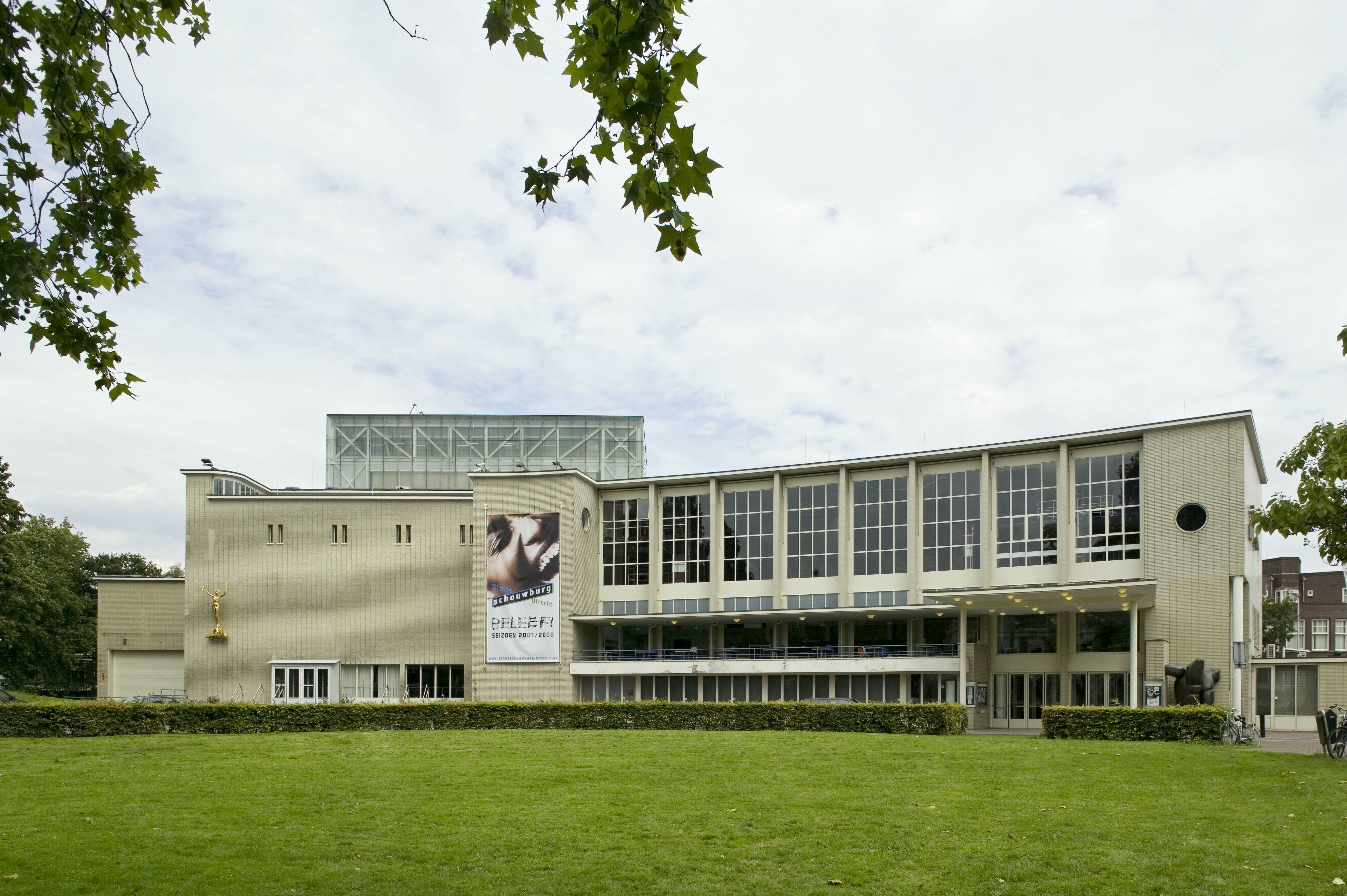
Théâtre d’Utrecht
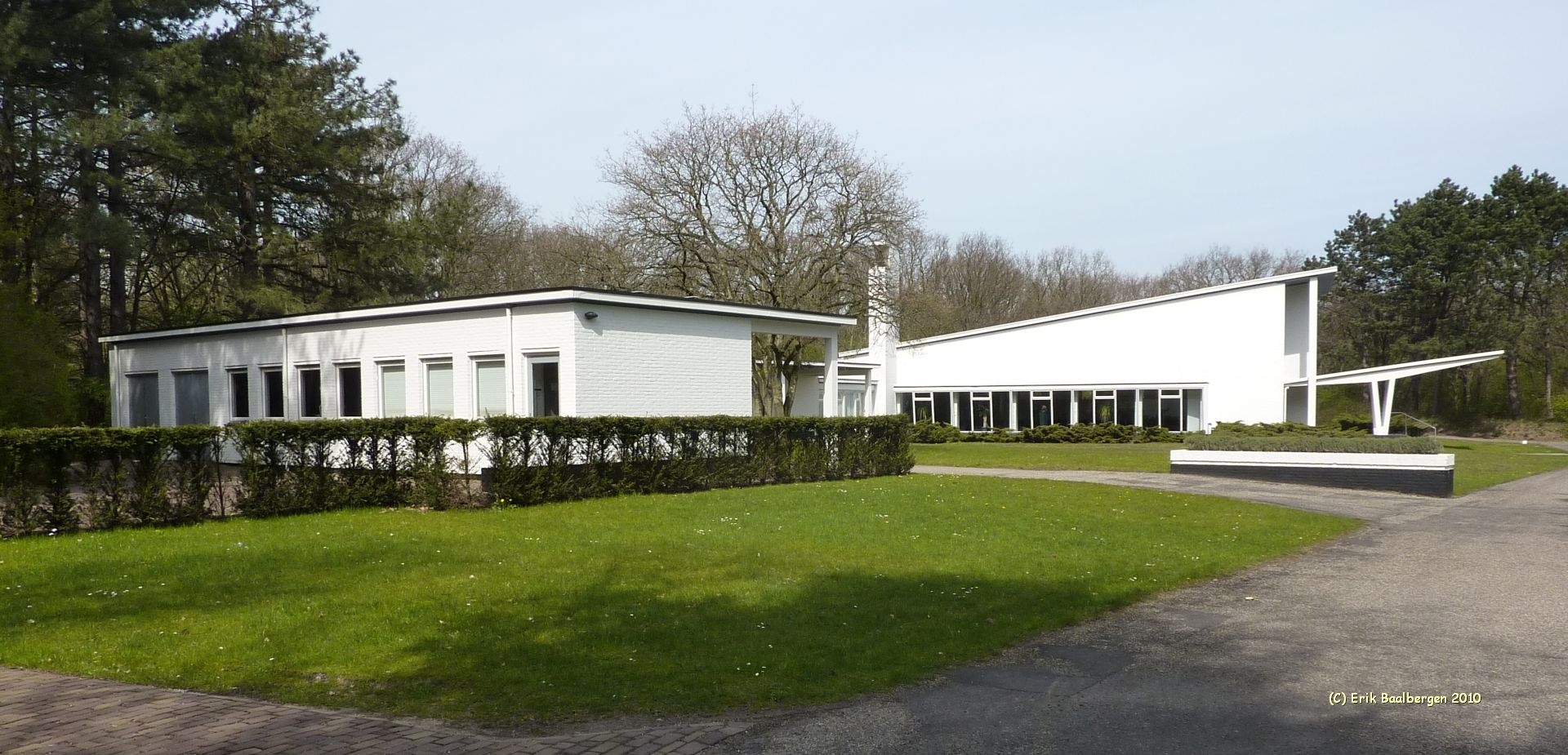
Auditorium du cimetière Duinhof